# Spillånga

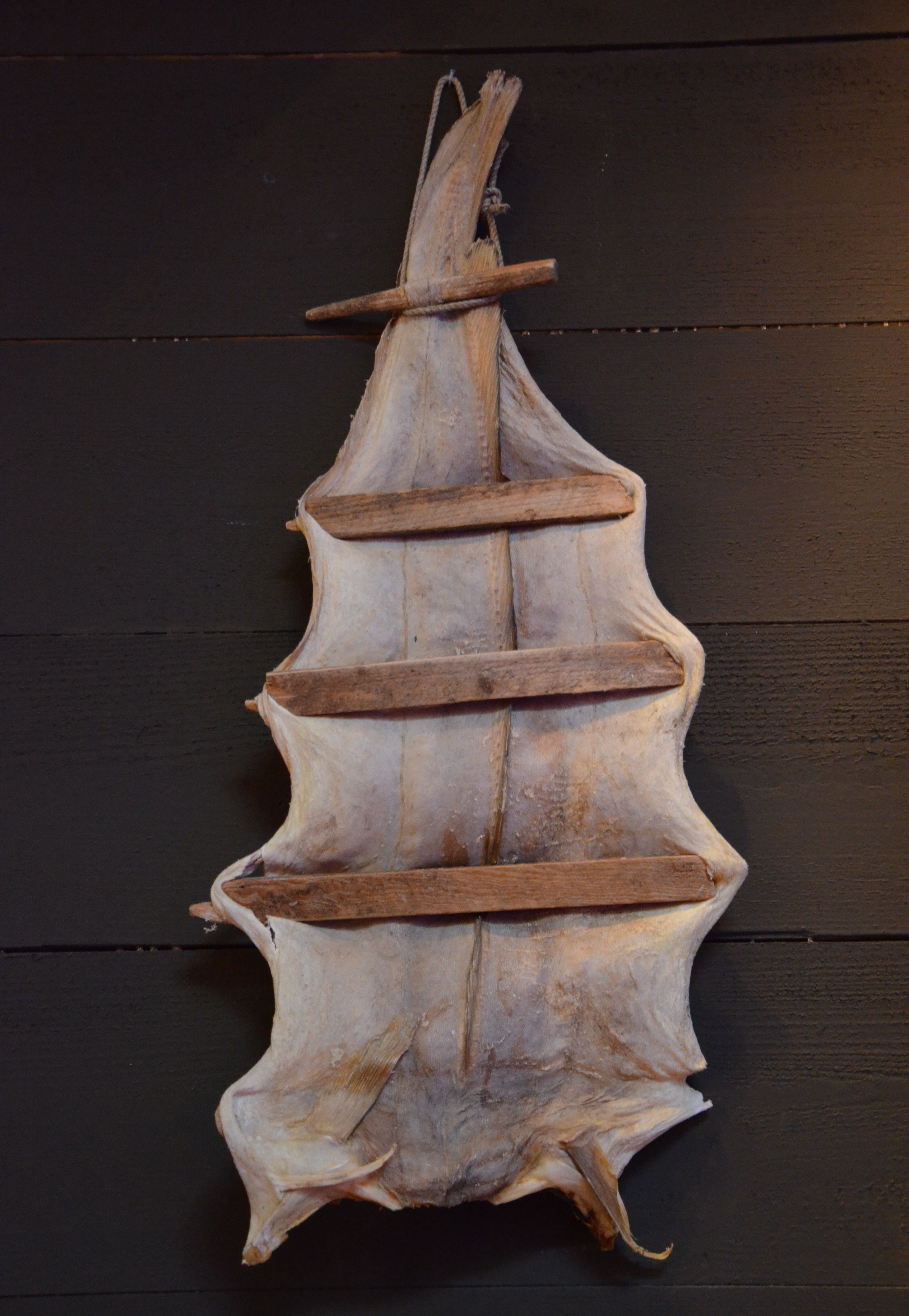
Spillånga, Bohusläns museum

Spillånga, avstavat spil-långa, är en torkad fiskprodukt, som tidigare användes i Sverige som råvara till lutfisk. Långan är en stor rovfisk, som lever nära havsbottnen, och fångas i Nordöst-Atlanten, helst med krok på långrev. Vid bearbetningen rensades fisken, huvudet och större delen av ryggbenet skars ut, och fisken spändes ut med träspjälor – spilor – tvärs över kroppen och hängdes på tork utomhus på stora träställningar. Efter omkring två veckor hade fisken torkat såpass att den kunde tas ner, spilorna avlägsnas och torkningen fortsättas inomhus. Resultatet blev en stor flat och hård skiva med torkat fiskkött. Med fiskens obetydliga fettinnehåll har den torkade spillångan närmast obegränsad hållbarhet.  
Fisket efter långa bedrivs om våren och försommaren, och beredning av spillånga var därför ett säsongarbete under sommarmånaderna i södra och mellersta Bohusläns fiskelägen. Skärhamn på Tjörn var en av flera orter med omfattande beredning av spillånga. Där firades under säsongen "Långans dag" med bland annat skönhetstävlingen "Miss Långa". 
Genom att det svenska långafisket upphörde på 1980-talet, minskade också beredningen av spillånga. Idag torkas långa till lutfisk inomhus i uppvärmda torktunnlar, dels i Norge, men i Sverige också i Skärhamn. På Klädesholmens museum vid Tjörn finns en avdelning om beredningen av långa. I Mollösund på Orust, finns ett lutfiskmuseum. Där finns också den enda bevarade torkställningen för torkning av långa. 
Spillånga skall inte förväxlas med andra torkade fiskprodukter som norsk klippfisk och torrfisk. Klippfisk fläks ut på ett liknande sätt som spillånga men torkas efter saltning på ett plant underlag, traditionellt på klippor eller berghällar. Den går också under namnet kabeljo. Fisk som skulle bli torrfisk delades i två halvor, som bara hängde samman vid stjärten, och torkades hängande utomhus, men utan att spilas. Båda dessa produkter framställdes i första hand av torsk, som fångades vid Lofoten under leksäsongen från februari till april.